# نايجل ميغيل
نايجل ميغيل (8 أبريل 1963 في بليز - ) (بالإنجليزية: Nigel Miguel)‏ هو ممثل ومنتج أفلام وممثل تلفزيوني ولاعب كرة سلة أمريكي في مركز هجوم خلفي. لعب مع فريق بروينز لجامعة كاليفورنيا لوس أنجلوس ‏.

## وصلات خارجية
- نايجل ميغيل على موقع IMDb (الإنجليزية)
- نايجل ميغيل على موقع ألو سيني (الفرنسية)
- نايجل ميغيل على موقع أول موفي (الإنجليزية)
- نايجل ميغيل على موقع قاعدة بيانات الأفلام السويدية (السويدية)
- نايجل ميغيل على موقع قاعدة بيانات الفيلم (الإنجليزية)
- نايجل ميغيل على موقع كينوبويسك (الروسية)

- نايجل ميغيل على موقع سبورتس رفرنس (الإنجليزية)
- نايجل ميغيل على موقع كلية كرة السلة في سبورتس رفرنس.كوم (الإنجليزية)
- نايجل ميغيل على موقع ريلجم (الإنجليزية)